# Vitiaziella
Vitiaziella is een geslacht van straalvinnige vissen uit de familie van langneuzen (Megalomycteridae).